# امیل سیفرت
امیل سیفرت (انگلیسی: Emil Seifert; ۲۸ آوریل ۱۹۰۰ – ۲۰ اکتبر ۱۹۷۳) بازیکن و مربی فوتبال اهل چکسلواکی بود.
از باشگاه‌هایی که در آن بازی کرده‌است می‌توان به باشگاه فوتبال بوهمیانس ۱۹۰۵، باشگاه فوتبال ویکتوریا ژیژکوف، و باشگاه فوتبال اسلاویا پراگ اشاره کرد.
وی همچنین در تیم ملی فوتبال چکسلواکی بازی کرده‌است.